# Seppelliamo re John
Seppelliamo re John è un romanzo di fantascienza pubblicato nel 1973 dallo scrittore italiano Pierfrancesco Prosperi. È stato ripubblicato per la collana Urania (Arnoldo Mondadori Editore) nell'aprile 2008, con il numero 1533, con il titolo Incubi per re John, in un volume che raccoglie anche il romanzo originale Incubo privato. Una storia dell'anno 2010.

## Trama
Il romanzo è ambientato negli Stati Uniti ed è incentrato sulle uccisioni - vere o false, futuribili e/o evitate - di presidenti degli Stati Uniti presenti (per i personaggi), passati (per noi e per i personaggi) o addirittura ipotetici (passati e futuri), ed è costruito su quattro linee temporali.

### La prima linea temporale: Washington 2062
Il primo scenario in ordine di esposizione rappresenta una Washington del 2062: esso rappresenta il futuro della linea temporale comunemente conosciuta. Ma non ci si trova dinanzi ad ambienti futuristici: il mondo ha conosciuto una regressione, gli Stati Uniti in particolare sono retrocessi all'età agricolo-pastorizia. In essa, lo statista Warren Strassemann teme per la sorte del presidente George Lincoln, che viene effettivamente ucciso.

### La seconda linea temporale: New York 1980
Il secondo scenario presenta un'inquietante New York del 1980, che ci appare deserta e rasa al suolo a conseguenza di una guerra nucleare tenutasi nel 1974 (cioè un anno dopo la prima pubblicazione del romanzo); dopo un ragionamento fondato su studi storici uno dei sopravvissuti, Lichtenberg, torna indietro al 1963 allo scopo di uccidere il presidente John Fitzgerald Kennedy (che nel loro universo parallelo non era mai stato ucciso) al fine di tentare di evitare la guerra. Lichtenberg fallirà la sua missione, rimanendo ucciso a sua volta.

### La terza linea temporale: Terra 6422
Il terzo scenario presenta una Terra del 6422: il sessantaquattresimo secolo non ha bisogno di connotazioni geografiche, né di scrittura, né di abiti, né di parole: l'Homo sapiens sapiens, a causa delle guerre atomiche, ha subito una selezione naturale e si è evoluto in Homo superior: ha sviluppato fra le altre cose la telecinesi e la teleforesi e soprattutto non conosce l'omicidio (e quindi le armi), l'odio, la violenza, e l'ipocrisia. In questo mondo abita Jeffeline, che viene inviato nel passato dalle Squadre del Tempo che hanno rilevato l'anomalia del gesto di Lichtenberg. Jeffeline, incapace di manovrare armi, è incaricato di trovare qualcuno nel passato che faccia fuori Lichtenberg.

### La quarta linea temporale: Worthington 1966
Il quarto scenario è un'America appena reduce dallo shock dell'attentato a John Fitzgerald Kennedy. Vincent Cammarano, un fanatico, non si dà pace. Jeffeline lo trova e lo riporta indietro ad evitare che il sicario (Lichtenberg, appunto) faccia fuori il Presidente; Cammarano viene riportato da Jeffeline al 1963 e riesce appunto ad uccidere Lichtenberg. Salvo poi accorgersi che la sua paranoia dell'assassinio di JFK era diventata la sua ragione di vita. Dunque è Cammarano stesso a diventare l'uccisore, due anni dopo (nel 1965) di JFK, nello stesso giorno - ma cento anni dopo - dell'assassinio di Abramo Lincoln: coincidenza non casuale, ma frutto estremo della sua paranoia.
Dunque, l'omicidio di JFK scongiura sì la guerra atomica, ma impedisce all'umanità la selezione naturale verso l'Homo Superior e soprattutto, vanifica il mondo in cui Jeffeline è nato: egli si trova così disperso nel tempo, senza una patria. La sua tecnologia gli permetterà di scegliere un'epoca in cui terminare la sua vita; nel frattempo però il contatto con l'Homo sapiens sapiens dovuto ai suoi recenti viaggi nel passato gli ha fatto conoscere l'odio e la violenza, che lo hanno contagiato. È per questo che Jeffeline decide di vendicarsi di Cammarano, che col suo assassinio di JFK gli ha impedito per sempre di tornare a casa. La sua vendetta è raffinata: egli porta Cammarano nella Washington del 2062, dove il presidente George Lincoln è stato appena ucciso; Cammarano viene creduto l'assassino. Il libro si chiude mentre la cavalleria presidenziale sta per raggiungerlo, con l'ordine di sparare a vista ai sospetti.